# Agora (álbum)
Agora (Ahora en español) es el tercer álbum de estudio de la banda brasileña NX Zero, la segunda en un gran sello discográfico. Se considera el álbum más comercial del grupo hasta la fecha.

## Acerca del álbum
Con siete años de carretera, y dos discos de oro recibidos por su primer álbum, NX Zero y el DVD 62 Mil Horas Até Aqui, la banda lanza Agora. Hay 15 pistas, 14 inéditas y un cover: Apenas Mais uma de Amor de Lulu Santos. El punto culminante del álbum es la canción Cedo ou Tarde, el primer sencillo del álbum que se estrenó en la radio en 25 de mayo de 2008.
El álbum marcó un cambio radical en el estilo musical del grupo pasando del Rock Indie a Rock Pop.
En el final de Daqui pra Frente se escuchan algunos sonidos y la batería que dan paso al inicio de Entre Nós Dois.
En el final de Bem ou Mal se escucha el mismo ritmo que da paso a Além das Palavras"'.
En el final de A Melhor Parte de Mimse escucha una guitarra queda paso a Inimigo Invisível.

## Canciones
| #   | Título                            | Duração |
| --- | --------------------------------- | ------- |
| 1.  | "Cedo ou Tarde"                   | 3:06    |
| 2.  | "Daqui Pra Frente"                | 3:24    |
| 3.  | "Entre Nós Dois"                  | 2:53    |
| 4.  | "Bem ou Mal"                      | 3:55    |
| 5.  | "Além das Palavras"               | 1:29    |
| 6.  | "Silêncio"                        | 3:23    |
| 7.  | "Segunda Chance"                  | 2:47    |
| 8.  | "Cartas Pra Você"                 | 3:23    |
| 9.  | "Tudo Bem"                        | 2:47    |
| 10. | "Nunca Mais"                      | 3:17    |
| 11. | "A Melhor Parte de Mim"           | 3:17    |
| 12. | "Inimigo Invisível"               | 2:16    |
| 13. | "O Destino"                       | 3:44    |
| 14. | "Diferenças"                      | 3:26    |
| 15. | "Apenas Mais uma de Amor" (Bonus) | 3:44    |

### Sencillos
- Cedo ou Tarde
- Daqui pra Frente
- Bem Ou Mal
- Cartas Pra Você

## Colaboraciones
Es el primer álbum del grupo que tiene colaboraciones.
- Bem ou Mal y Além das Palavras: con la colaboración de Tulio Dek.
- Cartas Pra Você: con la colaboración de Karin & Aline, exintegrantes del grupo Rouge, en los coros.
- Silêncio: Fue compuesta por Lucas Beeshop y Rodrigo Esteban, integrantes del grupo Fresno.